# Юбер, Бланш
Бланш Юбер (мальт. и англ. Blanche Huber; 17 августа 1901 — 19 июля 1940) — мальтийский врач, фармацевт, аптекарь. Первая женщина-врач в истории Мальты.

## Биография
Родилась 17 августа 1901 года в Биркиркаре. Дочь почтенного Джозефа Юбера. Летом 1919 года вместе с Тесси Камиллери поступила в Мальтийский университет: Тесси поступила на гуманитарный факультет, а Бланш на медицинский, окончив его в 1925 году и став наравне с Тесси первыми женщинами, получившими высшее образование на Мальте (Тесси окончила вуз раньше, чем Бланш). Тем не менее, Бланш после окончания университета работала не в больнице, а в аптеке города Зейтун.
Бланш вышла замуж за врача по имени Джозеф Каруана. Скончалась 19 июля 1940 года в возрасте 40 лет. Её именем ныне названа улица в Слиме, на которой впервые в Мальте стали в 2017 году продавать криптовалюту, в том числе биткойны (однако биткойн-банкомат был демонтирован через два месяца после установки). Бланш и поныне пользуется высокой популярностью среди мальтийцев как женщина-первопроходец; в годовщины образования Мальтийского университета (в том числе в 100-летнюю) в вузе проводятся памятные мероприятия.